# Zoey 102
Zoey 102 è un film del 2023 diretto da Nancy Hower. Si tratta di un film sequel della serie TV Zoey 101, andata in onda su Nickelodeon dal 2005 al 2008. Nel film è presente gran parte del cast originale dello show, tuttavia risultano assenti Paul Butcher, Alexa Nikolas, Kristin Herrera, Austin Butler e Victoria Justice.

## Trama
Zoey Brooks ha 32 anni ed è diventata una produttrice televisiva per un reality show chiamato LOVE: Fully Charged, anche se sta ancora cercando di capire la sua vita mentre invece il resto degli ex compagni di scuola alla Pacific Coast Academy sono tutti riusciti a trovare la loro strada: Quinn è diventata una brillante inventrice, Logan ha ereditato la fortuna di suo padre, Stacey conduce insieme al marito Mark un popolare podcast di cronaca nera, Michael è diventato un produttore rap di successo e Chase lavora come insegnante in una scuola elementare. 
La svolta arriva quando Quinn le annuncia il suo prossimo matrimonio con Logan, per il quale le chiede di farla da damigella d'onore, e ciò porta tutto il gruppo a riunirsi dopo tanti anni in occasione delle nozze. Tuttavia Zoey, a causa della vergogna per non aver ancora trovato marito, ingaggia un attore, Todd, affinché finga di esserlo. Inoltre Chase, con cui la storia non è finita bene, sarà il testimone di Logan alle nozze. 
In tutto ciò Zoey, desiderando di avere una promozione sul lavoro, in occasione della finale dello show, cercherà di coordinarsi tra l'evento e il reality contemporaneamente. Ma quanto potranno mai durare le sue bugie e i sotterfugi?

## Produzione
Nel gennaio 2023, la Paramount+ conferma ufficialmente lo sviluppo in corso di un revival della serie Zoey 101. Nello stesso mese Jamie Lynn Spears conferma il suo coinvolgimento nel progetto, non solo nel ruolo di protagonista ma anche come produttrice esecutiva. Le riprese si sono svolte nei mesi seguenti a Wilmington.

## Distribuzione
Il film è stato distribuito negli Stati Uniti il 26 luglio 2023 su Paramount+. In Italia è disponibile dal 15 novembre 2023.

## Accoglienza
Il film ha ricevuto recensioni contrastanti da parte di critici e fan. 
Billboard lo ha definito un <<sequel molto atteso>>, Ready Steady Cut ha elogiato il film come <<una visione nostalgica e divertente, piacevole per i vecchi e nuovi fan della serie>>, Decider ha consigliato lo streaming del film e ha scritto in una recensione: <<Zoey 102 è un riavvio prevedibile e la trama va esattamente dove pensi che andrà. Detto questo, è un viaggio divertente che riflette chi potrebbero essere questi personaggi nel 2023; le battute e la scrittura sembrano divertenti e attuali>>. La rivista People ha definito il ruolo della Spears nei panni di Zoey Brooks "iconico".
Il The New York Times ha scritto: <<Non è un compito facile realizzare un film da una serie tv per ragazzi di un'epoca passata, ma il film fa un lavoro impeccabile nell'immergersi - ma senza esagerare - nella nostalgia e mantenendo il tono spensierato e stravagante che era la firma della serie. Aiuta il fatto che i membri del cast, ora più maturi, siano interpreti migliori. Nonostante certi limiti, i fan passati che desiderano un ricordo della loro giovinezza riceveranno quel tanto che basta per quello per cui sono venuti.>>
Sull'aggregatore di recensioni Rotten Tomatoes, ha riportato un indice di gradimento del 67% basato sulle recensioni di 6 critici, con una valutazione media di 5,00/10.
Il film ha attirato un vasto pubblico internazionale su Paramount+. Il 28 luglio 2023, un giorno dopo l'uscita del film, Zoey 102 è stato il terzo film più visto su Paramount+ negli Stati Uniti e il secondo più visto in Canada.  Il 29 luglio 2023 il film è stato in cima alla lista dei più visti nel Regno Unito e in Irlanda.